# Búhos de Hermosillo
Búhos de Hermosillo Fútbol Club, znany najczęściej jako Búhos – meksykański klub piłkarski z siedzibą w mieście Hermosillo, w stanie Sonora. Obecnie gra w Segunda División de México (III szczebel rozgrywek). Domowe mecze rozgrywa na stadionie Estadio Héroe de Nacozari, mogącym pomieścić 22 tysiące widzów.